# Leonardo Carlino
Leonardo Carlino (* 25. Februar 2000) ist ein dänisch-italienischer Basketballspieler.

## Werdegang
Carlino spielte in der Jugend der Hørsholm 79ers, Mitte März 2017 erhielt er die erste Gelegenheit, an einem Spiel von Hørsholms Herrenmannschaft in der ersten dänischen Liga teilzunehmen. Im Februar 2017 trug er bei einem Nachwuchsturnier als Gastspieler die Farben der Jugendmannschaft von Pallacanestro Trieste.
Zur Saison 2019/20 wechselte er innerhalb Dänemarks zu den Svendborg Rabbits, Der Durchbruch in der dänischen Liga gelang Carlino bei BMS Herlev, als er während des Spieljahres 2021/22 im Durchschnitt 17,6 Punkte sowie 6,7 Rebounds erzielte. Daraufhin wurde der Flügelspieler in der Sommerpause 2022 von Ligakonkurrent Horsens IC verpflichtet. Bei Horsens kam er in seinen beiden Spieljahren jeweils auf Mittelwerte, die unter jenen der Saison 2021/22, aber dennoch im zweistelligen Bereich lagen.
Im Sommer 2024 kehrte Carlino zu BMS Herlev zurück.

### Nationalmannschaft
Bei der B-Europameisterschaft der Altersklasse U18 erzielte Carlino für die dänische Auswahl im Mittel 14,5 Punkte je Begegnung. Im Juni 2022 bestritt er sein erstes A-Länderspiel für Dänemark.